# Life in Slow Motion
Life in Slow Motion è il settimo album in studio del cantautore inglese David Gray, pubblicato nel 2005.

## Tracce
1. Alibi – 4:33
2. The One I Love – 3:25
3. Lately – 4:13
4. Nos Da Cariad – 4:10
5. Slow Motion – 5:00
6. From Here You Can Almost See the Sea – 3:39
7. Ain't No Love – 3:21
8. Hospital Food – 4:43
9. Now and Always – 6:45
10. Disappearing World – 5:05